# Kakhaber Tskhadadze
Kakhaber Dzhumberovich Tskhadadze ou K'akhaber Ts'khadadze - respectivamente, em russo, Кахабер Джумберович Цхададзе, e em georgiano, კახაბერ ცხადაძე (Rustavi, 7 de setembro de 1968) - é um ex-futebolista e treinador de futebol georgiano.
Disputou seis partidas pela Seleção da CEI de Futebol, marcando apenas um gol. Com a independência da Geórgia, tornou-se o primeiro capitão da Seleção Georgiana, pela qual defendeu até 1998. Por clubes, destacou-se com as camisas de Dínamo Tbilisi (onde foi campeão nacional em 1990 e 1991) e Eintracht Frankfurt, onde atuou em 73 partidas entre 1992 e 1996. Passou também por Metallurg Rustavi. GIF Sundsvall, Spartak Moscou, Dínamo de Moscou, Alania Vladikavkaz, Manchester City, Lokomotiv Tbilisi e Anzhi Makhachkala, pelo qual realizou 41 partidas antes de se aposentar, em 2004.
Já aposentado, Ts'khadadze passou a ser treinador, chegando a comandar o Dínamo Tbilisi, um de seus ex-clubes, entre 2005 e 2006 (chegou a ser jogador e técnico do Lokomotiv Tbilisi entre 2001 e 2002). Treinou ainda Sioni Bolnisi, Standard Baku e a Seleção Georgiana sub-21.
Atualmente é o comandante do Inter Baku, uma das principais equipes do Azerbaijão. Paralelamente, Ts'khadadze é o técnico da Seleção da Geórgia, substituindo Temuri Ketsbaia em dezembro de 2014.
Seu filho, Bachana Tskhadadze, também é jogador de futebol - atualmente joga pelo Inter Baku.